# Rheindorf

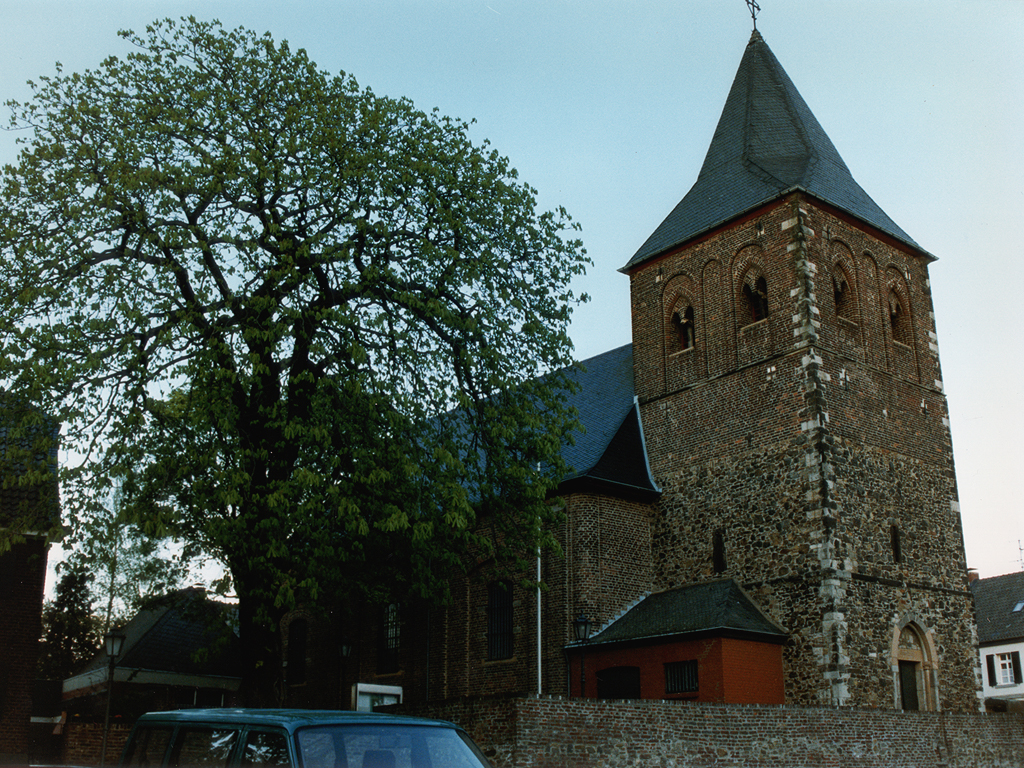
St. Aldegundis

Rheindorf ist ein Leverkusener Stadtteil. Auf einer Fläche von 625 ha hat er 16.446 Einwohner (31. Dezember 2023), die Bevölkerungsdichte beträgt 2631 Einwohner pro km².

## Lage

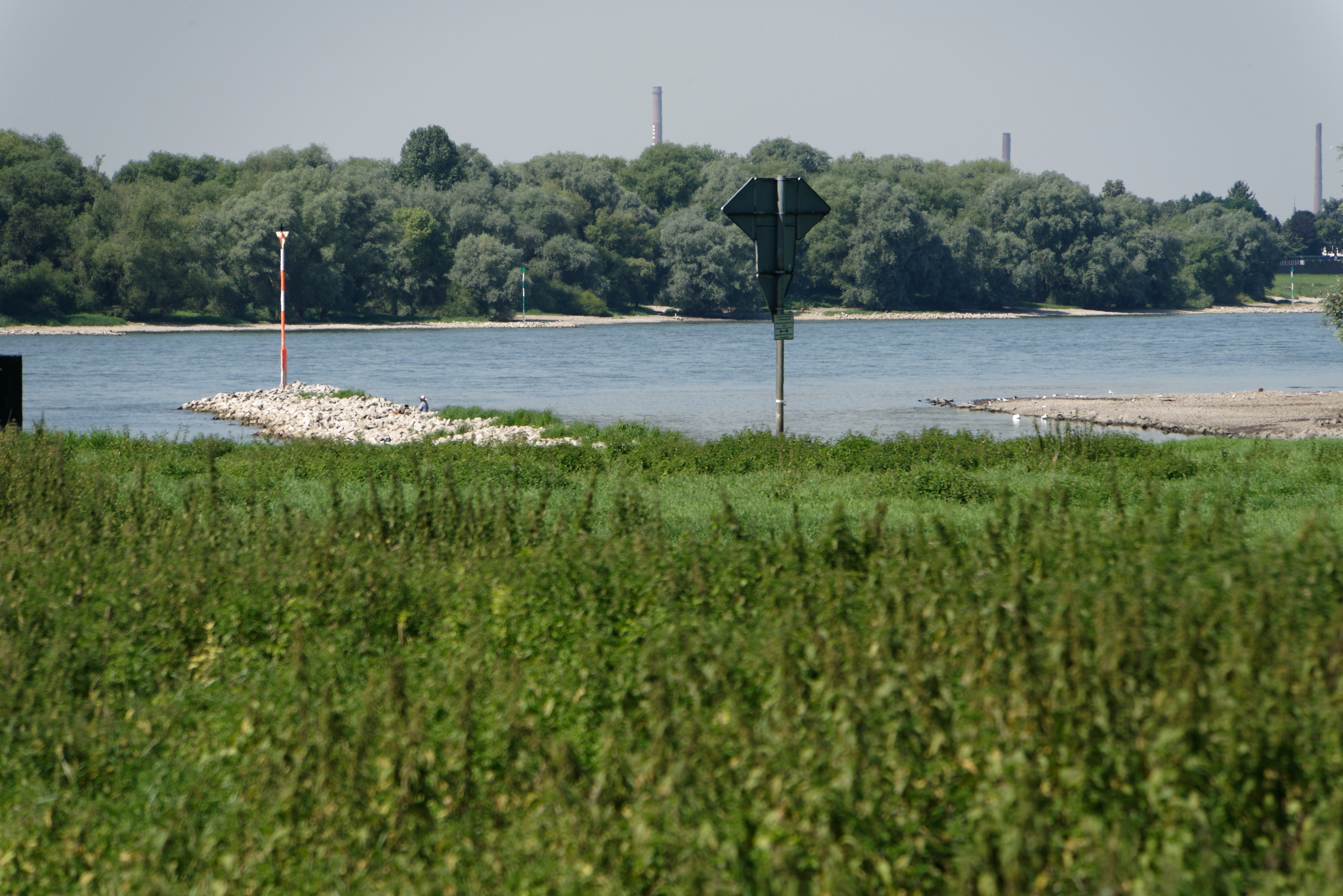
Wuppermündung in den Rhein

Rheindorf grenzt im Osten an Opladen und an die Wupper. Im Südosten befindet sich Bürrig. Südlich von Rheindorf liegt die neue Wuppermündung in den Rhein. Im Westen von Rheindorf verläuft die Autobahn A59, die Rheindorf von Hitdorf trennt, südwestlich fließt der Rhein. Auf dem gegenüberliegenden Rheinufer liegt die Ortschaft Rheinkassel. Im Norden grenzt Rheindorf an Monheim und Langenfeld.

## Geschichte
Das 1115 erstmals erwähnte Rheindorf wurde im Jahr 1705 zum Sitz eines Zollhofes. Die Kirche St. Aldegundis wurde im 12. Jahrhundert gebaut.
Rheindorf gehörte seit dem Mittelalter zum Amt Monheim im Herzogtum Berg. Während der französischen Zeit kam Rheindorf an die Mairie Monheim im Kanton Richrath im Arrondissement Düsseldorf im Departement Rhein im Großherzogtum Berg. Seit 1815 gehörte Rheindorf zum Königreich Preußen und kam 1816 an den Kreis Opladen im Regierungsbezirk Düsseldorf. 1819 wurde der Ort ein Teil des Kreises Solingen. Zur Gemeinde Rheindorf gehörten auch die Wohnplätze Wambach, Rötsche und Butterheide. 1832 hatte der Ort 771 Einwohner. Im Kreis Solingen gehörte Rheindorf zunächst zur Bürgermeisterei Monheim. Seit 1897 war Rheindorf Sitz einer eigenen Bürgermeisterei, die in Personalunion mit der Stadt Hitdorf verwaltet wurde.
Am 1. April 1930 erfolgte der Zusammenschluss der Gemeinden Rheindorf, Schlebusch und Steinbüchel sowie der damaligen Stadt Wiesdorf zur neuen Stadt Leverkusen. Sie zählte 42.000 Einwohner. 
Heute kontrastieren historische Häuser und verwinkelte Gassen des alten Rheindorfer Dorfkerns mit Hochhaussiedlungen aus der Nachkriegszeit im Norden des Stadtteils.

### Einwohnerentwicklung

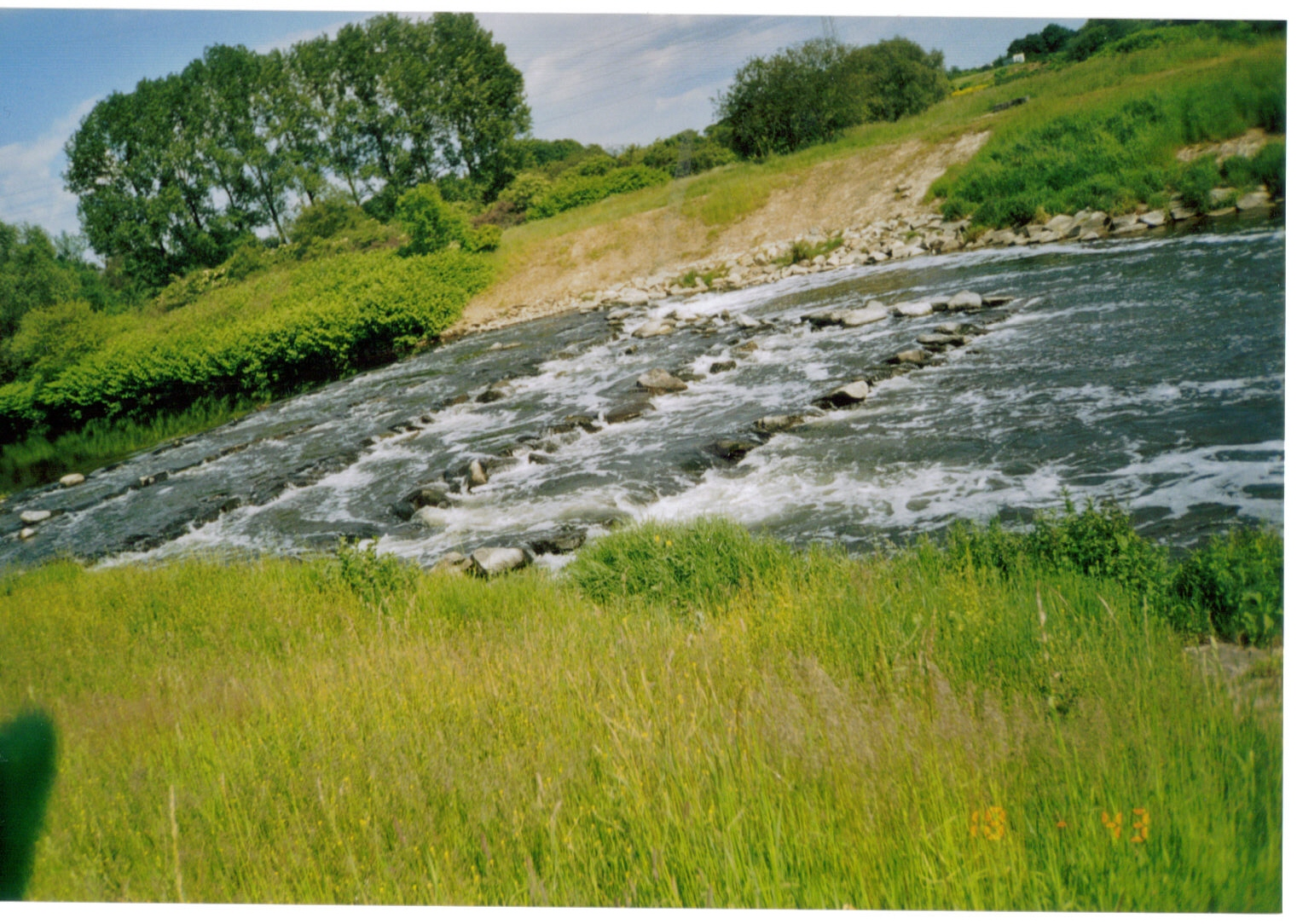
Leverkusen-Rheindorf, Wupper

| Datum      | Einwohner |
| ---------- | --------- |
| 01.12.1900 | 1.400     |
| 31.12.1990 | 16.011    |
| 31.12.1995 | 16.320    |
| 31.12.1996 | 16.601    |
| 31.12.1997 | 16.871    |
| 31.12.1998 | 16.773    |
| 30.06.1999 | 16.587    |
| 31.12.1999 | 16.466    |
| 31.12.2000 | 16.595    |
| 31.12.2001 | 16.416    |
| 31.12.2002 | 16.396    |
| 31.12.2003 | 16.391    |
| 31.12.2005 | 16.435    |
| 31.12.2007 | 16.391    |
| 31.05.2013 | 15.900    |
| 31.12.2018 | 16.129    |

## Einrichtungen
- Städtische Kindergärten
- GGS Masurenstraße
- Katholische Grundschule Burgweg
- Gemeinschaftsgrundschule Löwenzahnschule
- Rheindorfer Yankees
- Evangelisches und Städtisches Jugendhaus
- Freiwillige Feuerwehr Leverkusen, Löschzug Rheindorf
- Käthe-Kollwitz-Gesamtschule: Klassen 5–6 (Elbestraße) und 7–13 (Deichtorstraße)
- Sternenschule
- Zum Heiligen Kreuz (Rheindorf)
- Kleingartenverein Butterheide

### S-Bahn-Haltepunkt

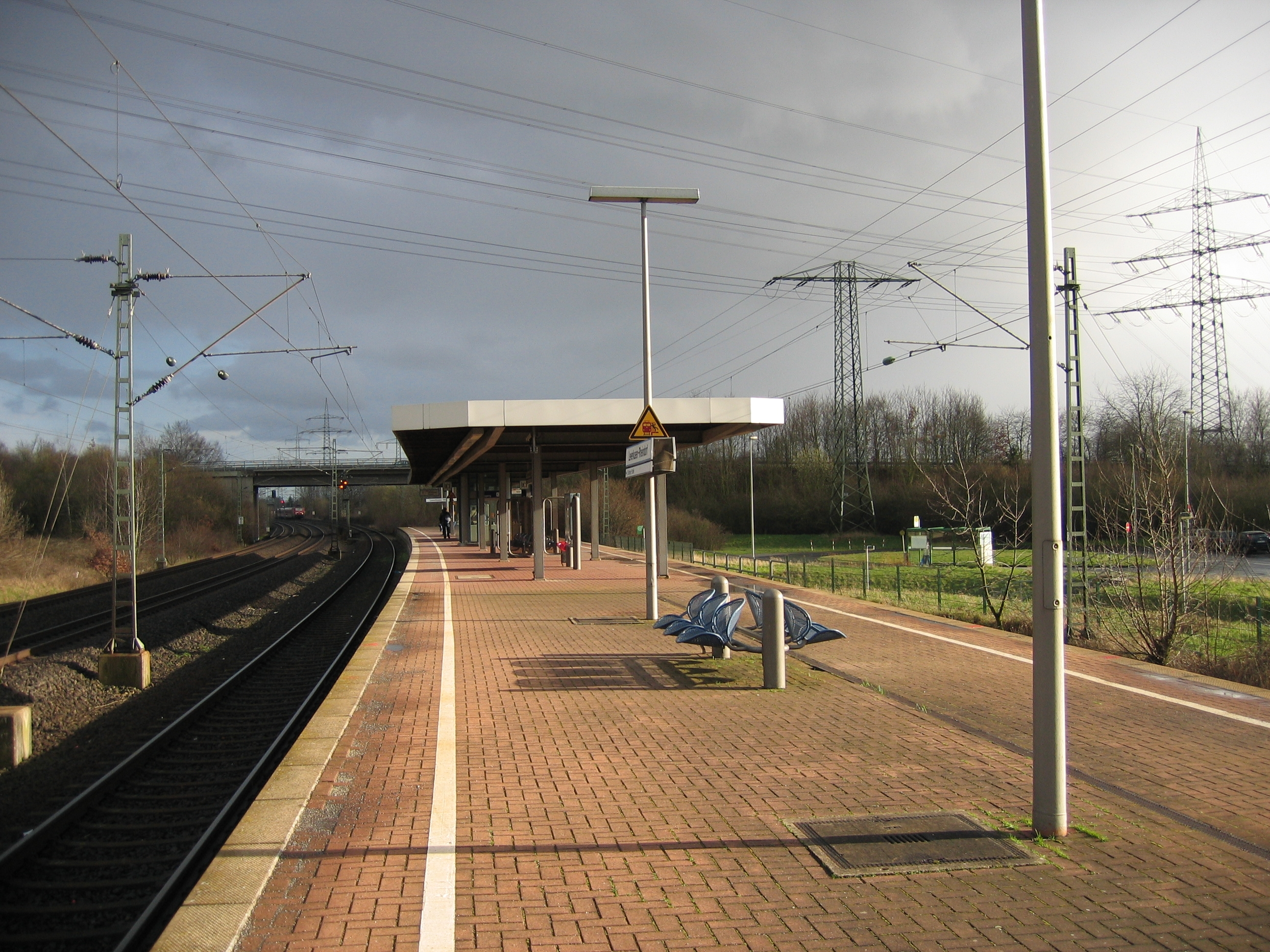
Der S-Bahnhof Leverkusen-Rheindorf

Der S-Bahn-Haltepunkt Leverkusen-Rheindorf befindet sich an der Bahnstrecke Köln–Duisburg und gehört zur Preisklasse 5. Zurzeit wird der Bahnhof regelmäßig von einer Linie der S-Bahn und drei Buslinien der Wupsi angefahren.
| Linie | Linienverlauf | Takt |
| ----- | --- | --- |
| S 6   | Essen Hbf – Essen Süd – E-Stadtwald – E-Hügel – E-Werden – Kettwig – Kettwig Stausee – Hösel – Ratingen Ost – D-Rath – D-Rath Mitte – D-Derendorf – D-Zoo – D-Wehrhahn – Düsseldorf Hbf – D-Volksgarten – D-Oberbilk – D-Eller Süd – D-Reisholz – D-Benrath – D-Garath – D-Hellerhof – Langenfeld-Berghausen – Langenfeld (Rheinland) – Lev.-Rheindorf – Lev.-Küppersteg – Leverkusen Mitte – Lev.-Chempark – K-Stammheim – K-Mülheim – K-Buchforst – K-Messe/Deutz – Köln Hbf – K-Hansaring – K-Nippes (– K-Geldernstr./Parkgürtel – K-Longerich – K-Volkhovener Weg – K-Chorweiler – K-Chorweiler Nord – K-Blumenberg – K-Worringen) Stand: Fahrplanwechsel Dezember 2023 | 20 min (werktags) 30 min (sonn-/feiertags, Essen–Düsseldorf auch samstags) Nippes–Worringen nur werktags 5–20 Uhr und sonn-/feiertags 11–21 Uhr |
| 207   | Rheindorf Nord – Rheindorf S-Bahnhof – Mathildenhof | |
| 211   | Rheindorf Nord – Rheindorf-S-Bahnhof – Alt Steinbüchel | |
| 215   | LEV-Hitdorf – Rheindorf-S-Bahnhof – Opladen | |

## Bilder

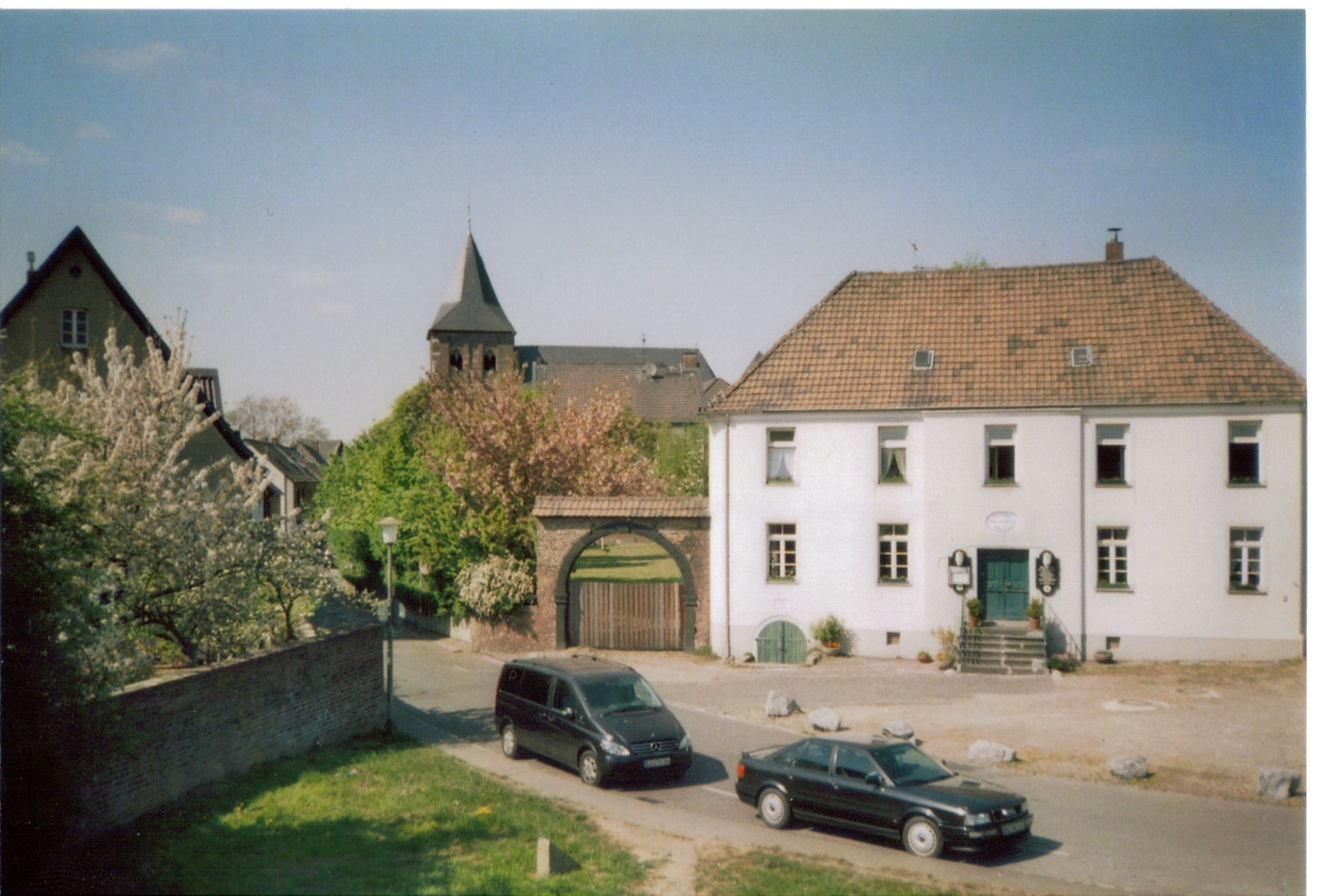
Alter Ortskern
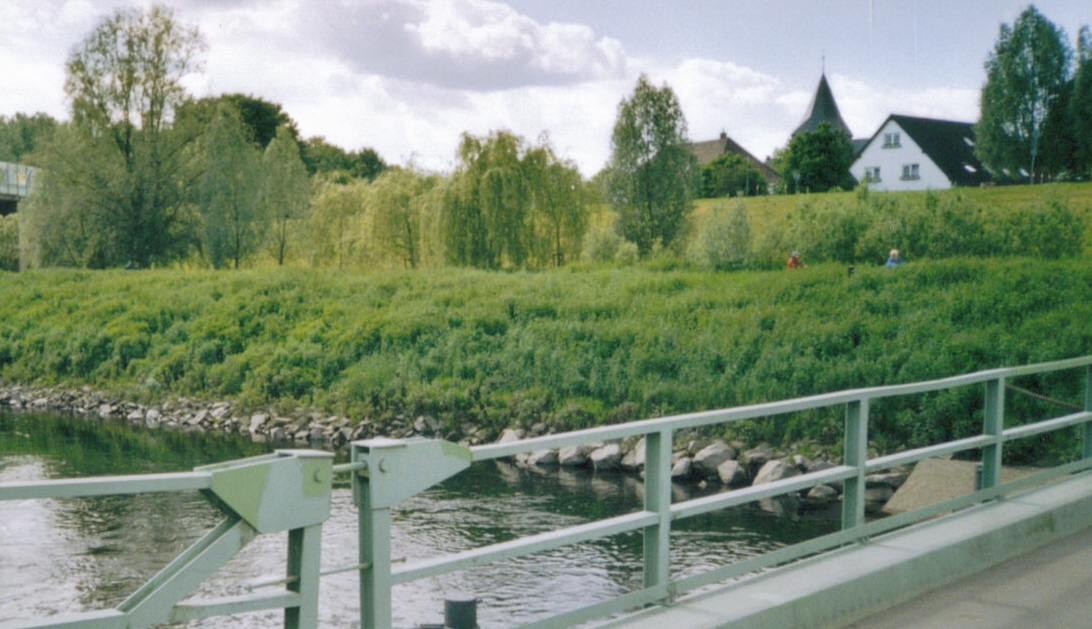
Wupperbrücke
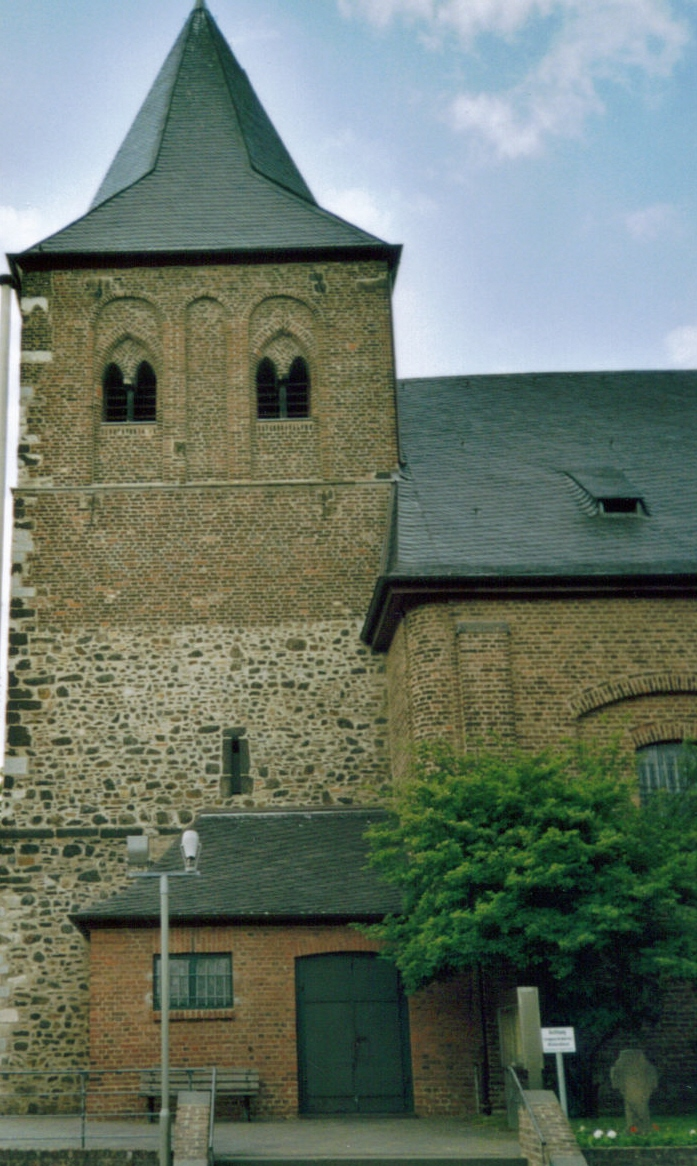
Katholische Kirche
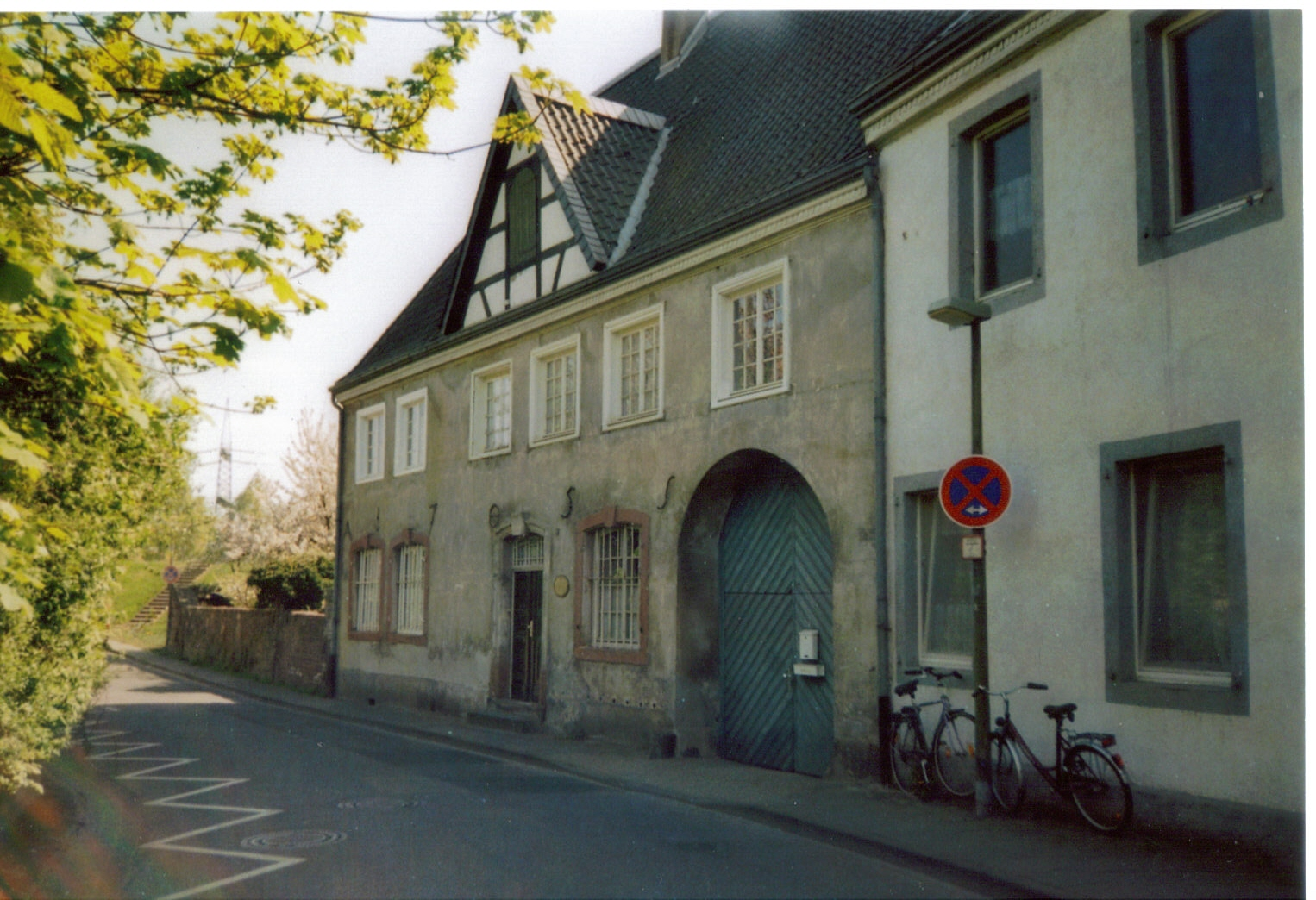
Zollhaus
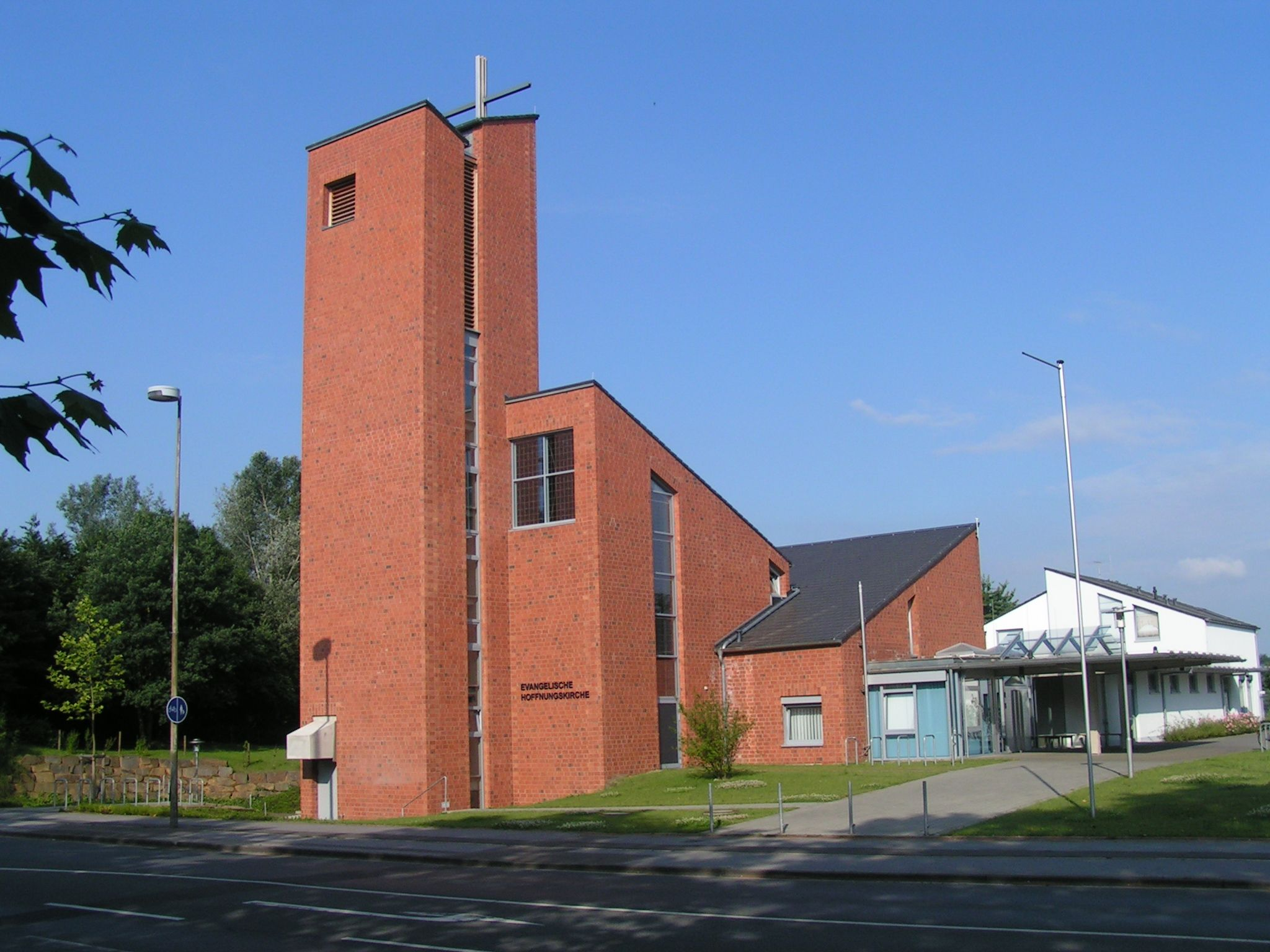
Ev. Hoffnungskirche